# Amt Löffingen

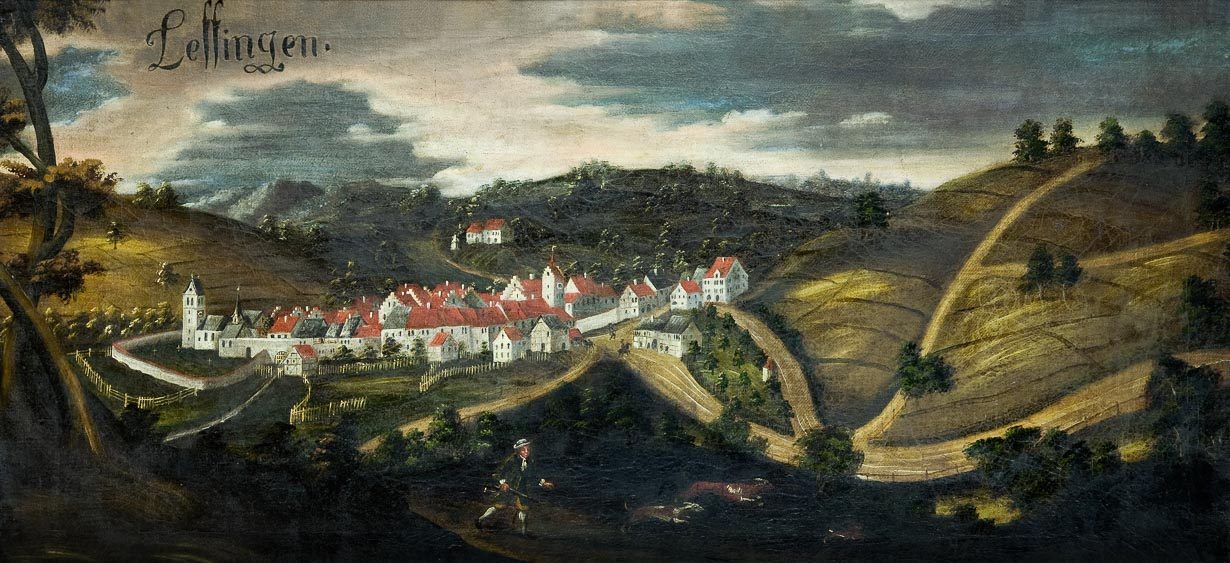
Löffingen um 1680, Gemälde von Martin Menrad

Das Amt Löffingen war in napoleonischer Zeit eine Verwaltungseinheit im Südosten des Großherzogtums Baden. Es bestand von 1807 bis 1813.

## Geschichte

### Historischer Hintergrund

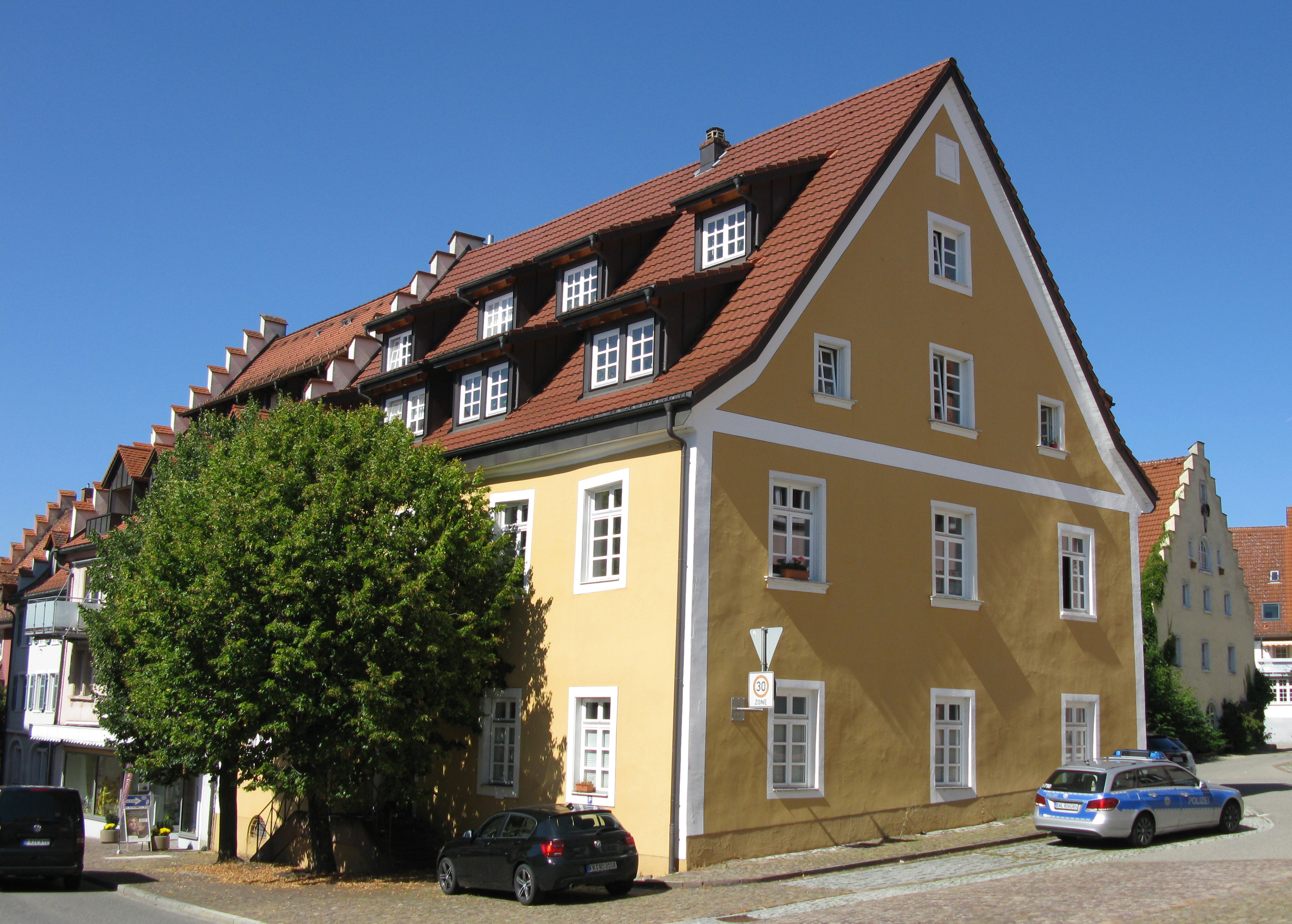
Amtshaus in Löffingen

Das Amt ging auf das von einem Obervogt geleitete Obervogteiamt Löffingen zurück. Es war eines von fünf Ämtern, in denen das Haus Fürstenberg zu Zeiten des Heiligen Römischen Reiches seine Besitzungen in der Baar organisiert hatte.

### In badischer Zeit

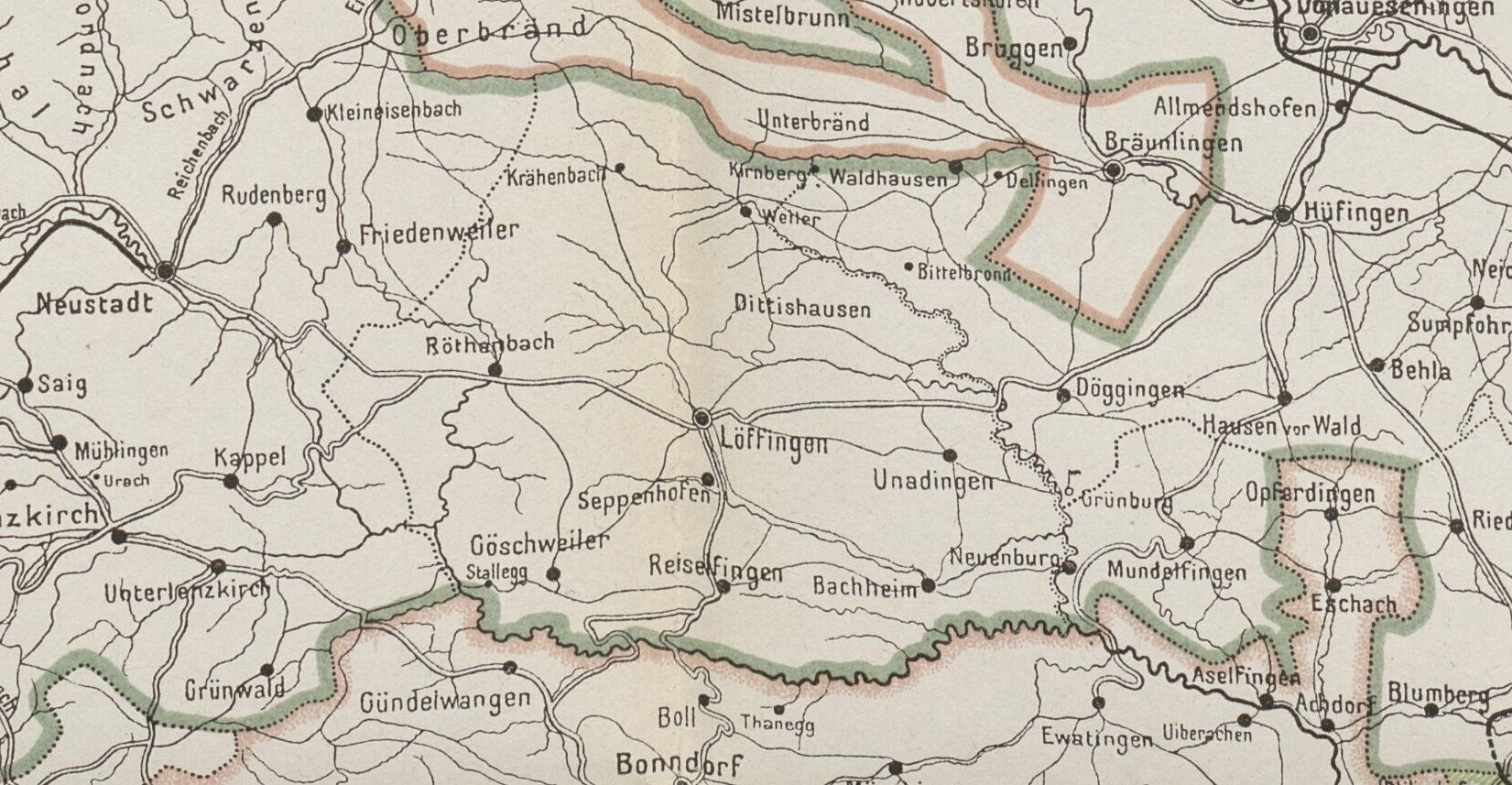
Orte des Amtes Löffingen

Mit der Rheinbundakte von 1806 wurde das Haus Fürstenberg mediatisiert, ihr Fürstentum Fürstenberg zum größten Teil der badischen Landeshoheit unterstellt. Dessen Regierung errichtete daher im Sommer 1807 das standesherrschaftliche Amt Löffingen, das sich, neben der namensgebenden Stadt, aus den Orten Krähenbach, Rötenbach, Göschweiler, Stallegg, Räuberschlössle, Dietfurt, Reiselfingen, Seppenhofen, Urach, Dittishausen, Röthenbuch, Weiler, Unadingen, Neuenburg und Bachheim zusammensetzte. Im Rahmen der Verwaltungsstruktur des Landes wurde es der Provinz des Oberrheins, auch Badische Landgrafschaft genannt, zugeordnet. Der bisherige Obervogt Franz Konrad Braun blieb mit der Leitung beauftragt.
Im Dezember 1807 wurde das Amt Löffingen dem landesherrschaftlichen Obervogteiamt Bonndorf unterstellt. In Umsetzung des Novemberedikts von 1809 wurde diese Konstellation Anfang 1810 aufgehoben, beide Ämter unterstanden nun dem neu errichteten Donaukreis.
Nachdem die Aufhebung der Patrimonialgerichtsbarkeit 1813 eine einheitliche Zuständigkeit der Ämter ermöglicht hatte, war vorgesehen, das Amt Löffingen auf die Bezirksämter Neustadt und Hüfingen aufzuteilen. Dies wurde aber nicht umgesetzt, stattdessen entstand aus dem fürstenbergischen Amt Löffingen das großherzogliche Bezirksamt Löffingen.

## Weitere Entwicklung
Wie ursprünglich vorgesehen, wurde das Bezirksamt Löffingen 1821 dann doch aufgeteilt. Drei Gemeinden gingen an das Bezirksamt Hüfingen, Löffingen und die übrigen zum Bezirksamt Neustadt. Aus diesem ging 1939 der 1956 in Landkreis Hochschwarzwald umbenannte Landkreis Neustadt hervor. Bei dessen Auflösung Anfang 1973 kamen Löffingen und Umgebung zum Landkreis Breisgau-Hochschwarzwald. Die drei an Hüfingen abgegebenen Gemeinden kamen später zum Landkreis Donaueschingen. In zwei Schritten 1936 (zum Bezirksamt Neustadt) und 1973 kehrten sie wieder zurück, sie zählen daher ebenfalls zum Landkreis Breisgau-Hochschwarzwald.